# Шишкин, Матвей Дмитриевич
Матвей Дмитриевич Ши́шкин (1886—1962) — российский политический и общественный деятель, депутат Учредительного собрания, деятель международного кооперативного движения.

## Биография
Родился в крестьянской семье села Вязёмы Звенигородского уезда Московской губернии 16 апреля 1886 года[по какому календарю?]. Происходил из тверских карел
Окончил духовное училище при Савином монастыре, пять классов Вифанской духовной семинарии. Во время учёбы в семинарии во время первой русской революции стал участником и организатором Всероссийского семинарского съезда в Сергиевом Посаде, организатором забастовки в Вифанской семинарии.
С 1907 года — член РСДРП, меньшевик-интернационалист.
В 1915 году окончил юридический факультет Московского университета. Во время учёбы в университете работал в московском губернском земстве в качестве разъездного статистика. Участвовал в кооперативном и земском движении в качестве инструктора Московского союза потребительских обществ по культурно-просветительской работе (1913), участника Харьковского съезда о разумных развлечениях, Всероссийском общеземском съезде в Ярославле по внешкольному образованию, в Тверском общегубернском кооперативном съезде.
Увлекался любительским театром, участвовал в драматических кружках Москвы и Тулы. Был членом правления Голицинского музыкально-драматического кружка, секретарём комиссии по сельскому театру при Всероссийском союзе сценических деятелей.
С 1915 года читал лекции по внешкольному образованию в народных университетах. 6 октября 1915 года был арестован и отправлен в ссылку в Олонецкую губернию, в село Реболы. Описал жизнь крестьян села Реболы, их нужды в статье «Неравная борьба» (журнал «Петроградский кооператор» — 1916. — № 44-45). Организовал театр на карельском языке. В селе Реболы поставил пьесу С. Т. Семенова «Порченный».
Автор ряда статей в журналах кооперативного движения «Союз потребителей», «Объединение», «Толстовском вестнике». Наиболее известны его статьи «Перед весной» (издание голицинского кружка), «В мутной водице», «Инсценировка», «Кулак», «Фома Гордеев», «Театр и потребительские общества» (издания Московского союза потребительских обществ), «Народный учитель и народный театр» (издание Тулунова и Шестакова), «Первые шаги по организации при потребительском обществе музыкально-драматического кружка», «Литературный вечер в крестьянской избе», «Стризневский народный дом», «Цыпленок еще в яйце, в уже цывкает», «Л. Н. Толстой в памяти крестьян Голицинского кружка» и другие.
Был переведён в Поросозеро. Работал делопроизводителем (вне штата) местного попечительства о семьях призванных на войну Под псевдонимом Кузмин публиковал в журнале «Вестник Олонецкого губернского земства» статьи по вопросам просветительской работы в губернии.
В 1916 году опубликовал статью «Блюстители закона» (журнал «Петроградский кооператор» — 1916. — № 6), разоблачавший чинов местной полиции, занимавшихся провозом контрабанды через границу с Финляндией. Статья вызвала широкий общественный резонанс и М. Д. Шишкин был переведён в деревню Варлоев Лес Олонецкого уезда.
После февральской революции продолжил работу в Союзе потребительских обществ. Был участником Лодейнопольского крестьянского съезда в мае 1917 года, общегубернских крестьянских съездов в мае и августе 1917 года, членом Всероссийского совета крестьянских депутатов, Всероссийского совета рабочей кооперации. Секретарь Совета Всероссийских кооперативных съездов в 1917 году.
Член исполкома Олонецкого губернского совета крестьянских депутатов. В 1917 году являлся членом Государственного комитета по народному образованию.
Делегат Стокгольмской конференции социалистов от Всероссийского кооперативного союза в 1917 году.
6 декабря 1917 года при поддержке Союза учащих Олонецкой губернии избран депутатом Учредительного собрания от Олонецкого избирательного округа с наибольшим числом голосов (4598).
Член Совета рабочей кооперации, инспектор Центросоюза. В 1918 году арестован властями Олонецкой губернии по запросу военного комиссариата 8-го района Бежецкого уезда от 30 августа 1918 г. по обвинению в организации сопротивления декретам СНК и разгоне Трестенского волостного совета, но при поддержке центральных органов кооперации был освобождён.
В феврале 1921 года участвовал в работе I Всекарельского съезда Советов в качестве делегата от Тверской губернии, где работал в органах кооперации после роспуска Учредительного собрания. Выступал с критикой политики большевиков.
В 1921 году был снова был арестован, сослан в Тверь, затем в Вологодскую губернию.
В 1922 году выслан в Германию как «антисоветский кооператор». С 1924 года жил в Стокгольме.
Был членом Социалистической партии Швеции; участвовал в международном кооперативном движении.
В пригороде Стокгольма Ольстене организовал частную театральную студию, популярную среди эмигрантов и жителей Стокгольма
Умер в Стокгольме 12 января 1962 года.

## Сочинения
- Из воспоминаний кооперативных и политических. — Нью-Йорк, 1960